# Jean-Joël Perrier-Doumbé
Jean-Joël Perrier-Doumbé (Paris, 27 de setembro de 1978) é um futebolista profissional da França, de ascendência Camaronesa, defensor, milita no Toulouse FC.

## Carreira
Jean-Joël Perrier-Doumbé representou o elenco da Seleção Camaronesa de Futebol no Campeonato Africano das Nações de 2004.

## Títulos

#### Camarões
- Copa das Confederações de 2003: Vice-campeão